# 哥特小说

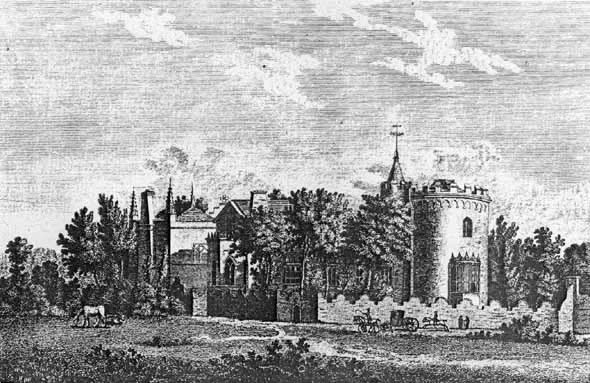
霍勒斯·渥波爾建造的草莓山庄是一幢新哥德式风格的英国别墅

哥特小说（英語：Gothic fiction或Gothic horror），十八世紀開始的英语文学流派。
一般認為哥德小說的濫觴是霍勒斯·渥波爾所寫的《奧托蘭多城堡》。哥德小說可以說是西方人恐怖電影的鼻祖，更重要的是，它使我们今天习惯地将哥特式（Gothic）与黑暗、恐怖联系在一起。隨著哥德與萬聖節等的持續發展，現在显著的流行哥特小说元素包括恐怖的形象、吸血鬼、狼人、神秘、超自然力量、厄运、死亡、颓废、住着幽灵的鬧鬼洋樓、癫狂、家族诅咒、貓、有意志的樹等混合在一起。

## 早期的哥特小说
“哥特”被用于文学流派主要因为这种流派的主题探讨这种极端感情及一些黑暗话题，而且哥特小说的背景通常是哥特式的：废弃的摇摇欲坠的城堡、修道院。他们关注哥特式的相关建筑、艺术、诗歌（见墓园诗人），甚至园艺。
霍勒斯·沃波爾的小说源自于他对中世纪的迷恋。小说中再也不是他始称的伪造建筑，而是真正的中世纪传奇故事。《奧托蘭多城堡》起初名为传奇故事，有教养的阶层认为传奇故事是庸俗的文学形式，甚至因为其中迷信的元素而认为不适合儿童阅读；但沃波爾更新了其中的元素，使中世纪传奇故事有了新的形式。基本情节是其他哥特小说中的必要元素，一个具有威胁性的秘密，古老的诅咒，以及无数的困扰：隐藏的走廊，经常昏倒的女主角。
真正确立哥特式小说标准样式的是安·雷德克利夫。安·雷德克利夫使挥之不去的哥特式恶人进入文学领域，这一角色后来发展成了拜伦式英雄。与沃波爾的小说不同，她的小说是英国脍炙人口的畅销书。安·雷德克利夫掀起了一阵热潮，身后模仿者如云；她的影响在简·奥斯汀的《诺桑觉寺》可见一斑。书中的角色由于阅读了哥特式小说，即使是半夜微小的声音也带给她无限的恐惧。玛丽·雪莱的《科学怪人》是哥特式小说在其经典时代的巅峰。

## 后期发展
在英国，哥特小说到1840年已衰败，主要是由于廉价作者的过饱和（這類作品后来以一便士恐怖的廉价恐怖小说形式存在）以及在世纪之交时像《僧侣》这類过份露骨的性、暴力（至少在当时人们认为已接近色情文学）作品问世，大大降低了哥特小说的地位。
但哥特小说对于维多利亚时代文学的发展产生深远影响，掀起了维多利亚时代短篇鬼故事的热潮，并且使艾伦·坡那種以死亡为主题的故事得以出现。狄更斯少年时代就阅读哥特式小说，并将其中阴郁的气氛、戏剧的张力融入他自己的作品，只不过变换到了他自己的时代。哥特小说的阴郁对维多利亚时代崇尚哀悼仪式、铭记永生及长生不老的人們来说有着特殊吸引力，这也使得它对文学有了更为广泛的影响力。

## 后维多利亚时代
到1880年，哥特式小说作为半正统文学样式复兴的时间到来了。这时期的作者有罗伯特·路易斯·史蒂文森，亚瑟·瑪臣及奥斯卡·王尔德，1897年哥特式最著名的恶人在布拉姆·斯托克的《德古拉》中诞生。虽然评论家用哥特来代称所有的相关流派，哥特式小说已开始认真考虑让位给现代恐怖小说。恐怖小说作家有些继承了哥特式的情感如安妮·莱斯有些如斯蒂芬·金则没有。哥特式也将自己的领域扩展到电影，音乐，甚至以互联网这一新形式为载体。

## 作品
| 年份            | 作者                                          | 中文書名                 | 原文書名                                                  | 備註 |
| --------------- | --------------------------------------------- | ------------------------ | --------------------------------------------------------- | ---- |
| 1764年          | 霍勒斯·渥波爾                                 | 《奧特蘭托堡》           | The Castle of Otranto                                     |      |
| 1794年          | 安·雷德克利夫                                 | 《奧多芙的神祕》         | The Mysteries of Udolpho                                  |      |
| 1794年          | 威廉·戈德溫                                   | 《凱樂柏·威廉斯》        | Caleb Williams                                            |      |
| 1786年          | 威廉·湯瑪斯·貝克福（William Thomas Beckford） |                          | Vathek, an Arabian Tale                                   |      |
| 1796年          | 馬修·格雷戈瑞·路易斯                          |                          | The Monk                                                  |      |
| 1818年          | 瑪莉·雪萊                                     | 《科學怪人》             | Frankenstein, or the Modern Prometheus                    |      |
| 1819年          | 約翰·威廉·波里道利                            | 《吸血鬼》               | The Vampyre                                               |      |
| 1820年          | 查爾斯·羅伯特·馬圖林                          |                          | Melmoth the Wanderer                                      |      |
| 1821年          | 托馬斯·德·昆西                                |                          | Confessions of an English Opium-Eater                     |      |
| 1824年          | 詹姆斯·霍格                                   |                          | The Private Memoirs and Confessions of a Justified Sinner |      |
| 1839年          | 愛倫·坡                                       | 《厄舍府的沒落》         |                                                           |      |
| 1843年          | 愛倫·坡                                       | 《告密的心》             |                                                           |      |
| 1847年          | 夏綠蒂·勃朗特                                 | 《簡·愛》                | Jane Eyre                                                 |      |
| 1847年          | 艾蜜莉·勃朗特                                 | 《咆哮山莊》             | Wuthering Heights                                         |      |
| 1851年          | 納撒尼爾·霍桑                                 | 《带有七个尖角阁的房子》 | The House of the Seven Gables                             |      |
| 1863年          | 泰奥菲尔·戈蒂耶                               |                          | The Mummy's Foot                                          |      |
| 1886年          | 羅伯·路易斯·史蒂文生                          | 《化身博士》             |                                                           |      |
| 1887年          | 莫泊桑                                        | 《奧爾拉》               |                                                           |      |
| 1891年          | 奧斯卡·王爾德                                 | 《道林·格雷的畫像》      | The Picture of Dorian Gray                                |      |
| 1892年          | 夏洛特·吉爾曼                                 | 《黃色壁紙》             | The Yellow Wallpaper                                      |      |
| 1897年          | 布拉姆·斯托克                                 | 《德古拉 (小說)》        | Dracula                                                   |      |
| 1898年          | 亨利·詹姆斯                                   | 《豪門幽魂》             | The Turn of the Screw                                     |      |
| 1902年          | W·W·雅各布斯（W. W. Jacobs）                  | 《猴爪》                 | The Monkey's Paw                                          |      |
| 1911年          | 布拉姆·斯托克                                 |                          | The Lair of the White Worm                                |      |
| 1946年 - 1959年 | 馬溫·皮克                                     |                          | Gormenghast                                               |      |

### 哥特式讽刺文学
- 《諾桑覺寺》（1818年）珍·奧斯汀著
- 《噩夢修道院》 (1818年) 托馬斯·拉夫·皮科克